# Sase (gmina Višegrad)
Sase (cyr. Сасе) – wieś w Bośni i Hercegowinie, w Republice Serbskiej, w gminie Višegrad. W 2013 roku liczyła 37 mieszkańców.